# عراقيو إيران
عراقيو إيران مصطلح يطلق على العراقيين المقيميين في إيران أو الإيرانيين من أصول عراقية أو نسب عراقي وقد بلغت اعدادهم 203000 شخصاً في عام 2001 وفقاً لتعداد إيران  فيما اشار تقرير مفوضية شؤون اللاجئين أو المغتربين إلى وجود 204000 شخص عراقي في إيران أو أكثر  اما بعد 2003 وسقوط نظام صدام حسين فقد عاد الكثير منهم إلى العراق لان أغلبهم كانوا معارضين لصدام.

## الدين والعرق
غالبية العراقيين في إيران هم من العرب المسلمين الشيعة (حوالي 47 %) والسنة (حوالي 10%) والأكراد بحوالي (33%) ويشكل الشيعة والأكراد الأغلبية العراقية في إيران لانهم الجماعات الرئيسية المعارضة خلال حكم صدام حسين والفارين من الاضطهاد

## مناطق التركز
يتركز العراقيين في إيران في العاصمة طهران حيث يتواجدون بكثافة في حي دولة آباد في الركن الجنوبي الشرقي من طهران وكذلك شارع مروي في وسط العاصمة الإيرانية  وكذلك في مدينة مشهد حيث مرقد الامام علي الرضا ومدينة قم التي فيها مرقد معصومة والحوزة العلمية وكذلك في كردستان إيران وعبادان والأهواز وايلام ونيسابور

## شخصيات مشهورة
- محمود الهاشمي الشاهرودي رئيس السلطة القضائية.
- علي أكبر صالحي رئيس الوكالة الإيرانية النووية.
- محسن عراقي الأمين العام للتقريب بين المذاهب الإسلامية.
- محمد رضا نقدي قائد القوات تعبئة الباسيج.
- عصمان سامي ممثل سينمائي.
- ليث نوباري لاعب كرة قدم.
- دريد نجم مخرج أفلام.
- محمد علي أستاذ الهندسة الكهربائية.